# Phalodi
Phalodi (Hindi: फलोदी) ist eine Stadt (municipality) mit etwa 50.000 Einwohnern im Nordwesten des indischen Bundesstaats Rajasthan. Es ist die Stadt mit der höchsten jemals gemessenen Temperatur in Indien (51 °C im Mai 2016). 

## Lage und Klima
Die Stadt Phalodi liegt in der Halbwüste Thar ca. 145 km nordwestlich von Jodhpur in einer Höhe von ca. 225 m; bis nach Jaisalmer sind es ca. 165 km in westlicher Richtung. Das Klima ist warm bis heiß; der spärliche Regen (ca. 150 mm/Jahr) fällt hauptsächlich während der sommerlichen Monsunmonate.

## Bevölkerung
Die Bevölkerung besteht fast ausschließlich aus Hindus (ca. 84 %) und Moslems (ca. 14 %); hinzu kommt ein geringer Anteil an Jains (ca. 2 %). Wie bei Volkszählungen im Norden Indiens üblich, übersteigt der Anteil der männlichen Einwohner den der weiblichen um etwa 10 %.

## Wirtschaft
Die Stadt ist ein Wirtschaftszentrum für die zahlreichen Dörfer des Verwaltungsbezirks (tehsil); es dominieren Kleinhandel, Handwerk und kleinere Dienstleistungsbetriebe. Zu Beginn des 21. Jahrhunderts wurde in einem nahezu unbewohnten Gebiet ca. 70 km nordwestlich der Stadt, aber noch immer im Verwaltungsbezirk, eine der größten Solarstromanlagen Asiens installiert (Solarpark Bhadla, Gesamtleistung ca. 2245 MW).

## Geschichte
Der alte Name des Ortes lautete Phalvaridhika; es war ein wichtiger Rastplatz für Handelskarawanen aus dem Gebiet der Shekhawati auf ihrem Weg nach Westen. Erst Ende des 15. Jahrhunderts wurde der Ort durch eine Festung (fort) gesichert. Die eigentliche Stadtgründung erfolgte im Jahr 1515 auf Initiative der Kaufleute.

## Sehenswürdigkeiten
- Abgesehen von einigen wenigen Kaufmannspalästen (havelis) bietet die Stadt nur wenig Sehenswürdigkeiten.
- Der im 16. Jahrhundert entstandene Latiyal Mata Temple wurde im Jahr 2008 restauriert.
- Das im Jahr 1488 von Rao Hammir Narawat gegründete Fort liegt inmitten der heutigen Stadt und bietet Einblicke in die Festungsbauweise der Rajputen (z. B. konische Ecktürme).

Umgebung
- Das vergleichsweise wasserreiche Gebiet beim etwa 6 km östlich gelegene Dorf Khichan ist ein beliebter Überwinterungsplatz für Jungfernkraniche.